# Nisís Passás
Nisís Passás är en ö i Grekland.   Den ligger i prefekturen Nomós Evvoías och regionen Grekiska fastlandet, i den östra delen av landet, 50 km norr om huvudstaden Aten.
Terrängen på Nisís Passás är platt. Öns högsta punkt är 12 meter över havet. Trakten runt Nisís Passás består till största delen av jordbruksmark.